# Cabo Vilán
Cabo Vilán o Cabo Villano è un sito naturale di importanza nazionale che si trova in Galizia presso Camariñas nella Spagna settentrionale.
Il faro omonimo segnala uno dei tratti più pericolosi della Costa da Morte e si trova a 125 m di altezza sul livello del mare su promontorio roccioso con scogliere vertiginose che terminano in una punta che fronteggia un isolotto chiamato Vilán di Fóra. Nei pressi si trova il Cimitero Inglese, a ricordo di una tragedia del mare nella quale perirono 176 componenti di una nave britannica naufragata nel 1890 contro le scogliere durante una tempesta.
Il faro è il più antico faro elettrico della Spagna, acceso nel 1896.